# Virusna hemoragijska groznica
Virusna hemoragijska groznica je naziv koji se koristi za široku skupinu bolesti koje uzrokuju RNK virusi iz pet porodica: Arenaviridae, Filoviridae, Bunyaviridae, Togaviridae i Flaviviridae. Virusne hemoragijske groznice karakterizira vrućica i poremećaji krvarenja, koji mogu napredovati do stanja šoka i smrti.
Simptomi i znakovi ovih bolesti su povišenje tjelesne temperature i hemoraška dijateza (sklonost krvarenju), koja se manifestira krvarenjema u kožu i sluznice organa probavnog sustava i urogenitalnog sustava. Ostali simptomi različito se manifestiraju ovisno o uzročniku bolesti.

## Etiologija
Hemoragijsku groznicu mogu uzrokovati virusi iz pet porodica RNK-virusa:
- Arenaviridae - argentinska hemoragijska groznica, bolivijska hemoragijska groznica
- Bunyviridae - npr. virusi roda Hantavirus uzrokuju hemoragijsku groznicu s bubrežnim sindromom; virusi roda Nairovirus uzrokuju krimsko-kongoansku hemoragijsku groznicu; Groznica doline Rift uzrokovana rodom virusa Phlebovirus
- Filoviridae - Ebola virus, Marburg virus
- Flaviviridae - virus žute gorznice, virus dengue

|  | Molimo pročitajte upozorenje o korištenju medicinskih informacija. Ne provodite liječenje bez savjetovanja s liječnikom! |